# 오버리덴
오버리든(독일어: Oberrieden)은 스위스 취리히주 호르겐구에 있는 시정촌이다. 취리히 호수 남쪽 해안을 따라 있는 도시 중 하나이다.

## 역사
오버리든은 1133년과 1167년 사이에 Obrendrieden으로 처음 언급되었다.

## 지리
오버리든의 면적은 2.8k㎡이다. 이 지역 중 15.1%는 농업용으로 사용되며, 42.8%는 산림이다. 나머지 토지 중 40.6%는 정착지(건물 또는 도로)이고 나머지(1.4%)는 불모지(강, 빙하 또는 산)이다. 1996년 주택과 건물이 전체 면적의 27.2%를 차지했고, 나머지(13.8%)는 교통 기반시설이 차지했다. 전체 비생산 지역 중 물(하천과 호수)은 면적의 0.7%를 차지했다. 2007년 현재 전체 시정촌 면적의 42.1%가 어떤 형태로든 건설되고 있다.
시정촌은 취리히 호수의 왼쪽에 있다. 질강에서 취리히 호수까지 뻗어 있다.

## 인구통계
2020년 12월 31일 기준, 오버리든의 인구는 5,122명이다. 2007년 기준으로 전체 인구의 15.4%가 외국인이다. 2008년 기준으로 인구의 성별 분포는 남성 47.5%, 여성 52.5%였다. 지난 10년 동안 인구는 11.6%의 비율로 증가했다. 2000년 기준, 대부분의 인구는 독일어(89.8%)를 사용하며, 영어가 두 번째로 많이 사용(2.5%), 이탈리아어가 세 번째(2.0%)로 사용된다.
2007년 선거에서 가장 인기 있는 정당은 31.7%의 득표율을 기록한 SVP였다. 다음으로 가장 인기 있는 세 정당은 FDP (20%), SPS (16.4%) 및 CSP (11.7%)였다.
인구의 연령분포(2000년 기준)는 아동·청소년(0~19세)이 전체 인구의 20.1%, 성인(20~64세)이 62.4%, 노인(64세 이상)이) 17.5%를 차지한다. 오버리든에서는 인구의 약 88%(25-64세)가 비필수 고등교육 또는 추가 고등교육(대학 또는 응용학문대학)을 완료했다. 오버리덴에는 2,133세대가 있다.
오버리든의 실업률은 2%이다. 2005년 현재 1차 경제 부문에 50명이 고용되어 있고, 이 부문에 약 6개 기업이 참여하고 있다. 69명이 2차 부문에 고용되어 있고, 이 부문에 19개의 기업이 있다. 569명이 3차 부문에 고용되어 있으며, 이 부문에는 138개의 기업이 있다. 2007년 기준 근로 인구의 69.2%가 상근직이고 30.8%가 시간제 근로자이다.
2008년 기준으로 오버리덴에는 1,460명의 가톨릭 신자와 2,135명의 개신교 신자가 있었다. 2000년 인구 조사에서 종교는 몇 가지 더 작은 범주로 분류되었다. 인구 조사에서 50.2%는 일종의 개신교였으며, 47.7%는 스위스 개혁 교회에, 2.6%는 다른 개신교 교회에 속했다. 인구의 28.9%가 가톨릭 신자였다. 나머지 인구 중 0%는 이슬람교, 3%는 다른 종교(목록에 없음), 3.2%는 종교를 갖고 있지 않으며, 14.3%는 무신론자 또는 불가지론자였다.
역사적 인구는 다음 표에 나와 있다.
| 년도 | 인구  |
| ---- | ----- |
| 1634 | 246   |
| 1750 | 690   |
| 1850 | 832   |
| 1900 | 1,224 |
| 1950 | 1,987 |
| 2000 | 4,583 |
| 2010 | 4,936 |
| 2020 | 5,118 |

## 교통
오버리든에는 취리히 S-반의 두 기차역이 있으며, 서로 다른 노선에 있지만, 약 400미터 떨어져 있다. 오버리든역은 S8 라인에 있고, 오버리든 도르프역은 S24 라인에 있다.
질탈 취리히 위틀리베르크 철도(SZU)에서 제공하는 치머베르크 버스는 치머베르크 지역과 질 계곡의 일부를 연결한다.
여름에는 취리히호 해운에서 운영하는 라퍼스빌과 호수를 따라 취리히로 가는 정기보트가 있다.